# Jardin des Moines-de-Tibhirine
Le jardin des Moines-de-Tibhirine, anciennement square Saint-Ambroise, est un espace vert du 11e arrondissement de Paris.

## Situation et accès
Le site est accessible par le 71 bis, boulevard Voltaire.
Il est desservi par la ligne 9 à la station Saint-Ambroise.

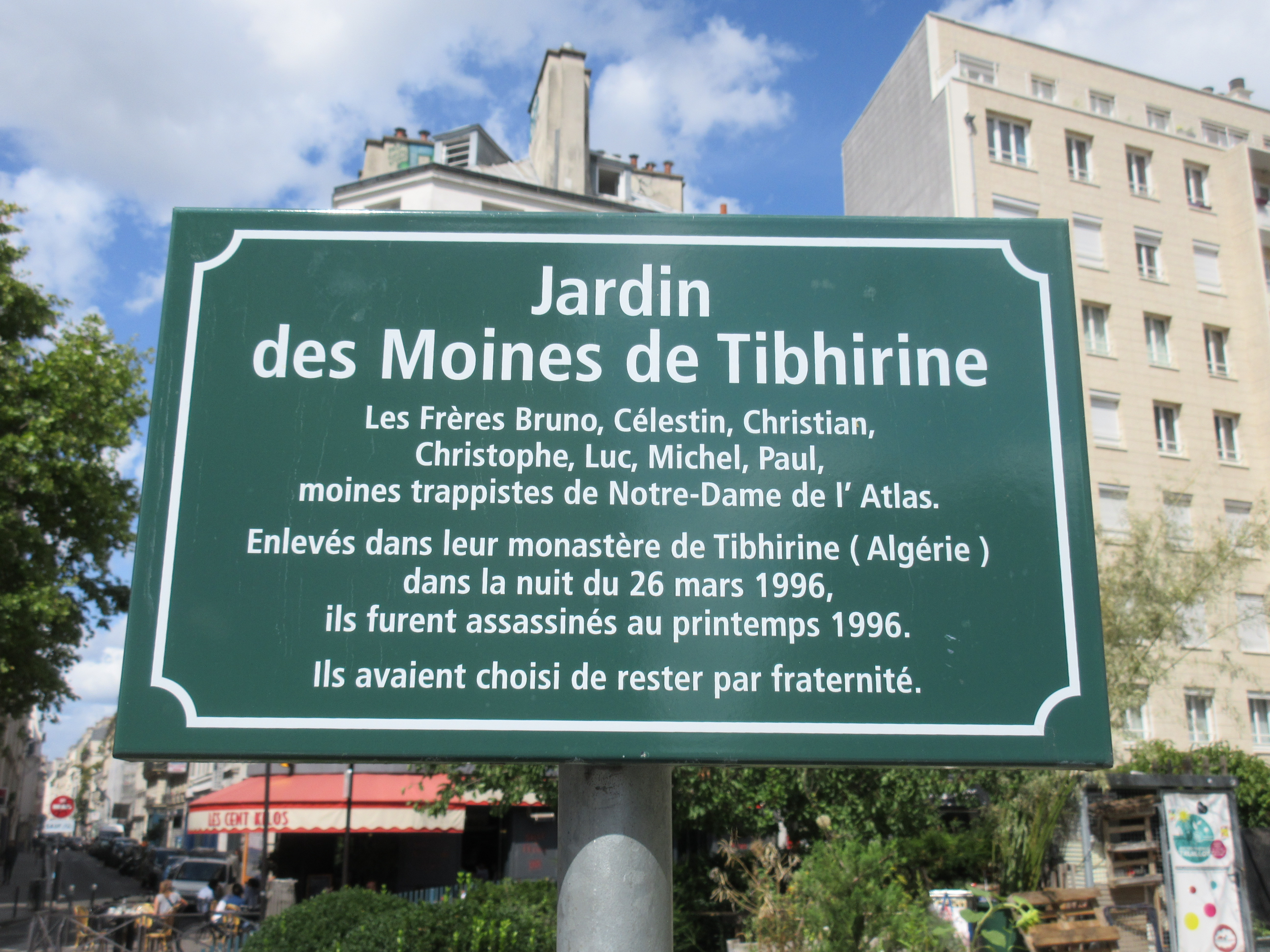

## Origine du nom
Il rend honneur aux moines de Tibhirine assassinés en 1996.

## Historique
Créé en 1871 le jardin a été aménagé à l'emplacement de la première église Saint-Ambroise (Notre-Dame de la Procession, chapelle de l'ancien couvent des Annonciades de Popincourt), détruite en 1870 lors du percement de l'ancien boulevard du Prince-Eugène, lui-même rebaptisé « boulevard Voltaire » en 1871.
Initialement dénommé « square Saint-Ambroise », l'endroit est rebaptisé « jardin des Moines-de-Tibhirine » le 30 mai 2016.

## Bâtiments remarquables et lieux de mémoire
Avec l'aide du sculpteur G. Chance, les habitants du quartier et les passants ont réalisé pour les soixante ans du Secours catholique la sculpture L'Accueil.